# Acritodes pubescens
Acritodes pubescens är en skalbaggsart som först beskrevs av Cooman 1935.  Acritodes pubescens ingår i släktet Acritodes och familjen stumpbaggar. Inga underarter finns listade i Catalogue of Life.